# Porijja Newe Owed
Porijja Newe Owed (hebr. פוריה-נווה עובד) – wieś komunalna położona w Samorządzie Regionu Emek ha-Jarden, w Dystrykcie Północnym, w Izraelu.

## Położenie
Leży na zachód od Jeziora Tyberiadzkiego w Dolnej Galilei.

## Gospodarka
Gospodarka wioski opiera się na rolnictwie.